# Kandreho (stad)
Kandreho is een stad in Madagaskar, gelegen in de regio Betsiboka.

## Geschiedenis
Tot 1 oktober 2009 lag Kandreho in de provincie Mahajanga. Deze werd echter opgeheven en vervangen door de regio Betsiboka. Tijdens deze wijziging werden alle autonome provincies opgeheven en vervangen door de in totaal 22 regio's van Madagaskar.